# Oothek

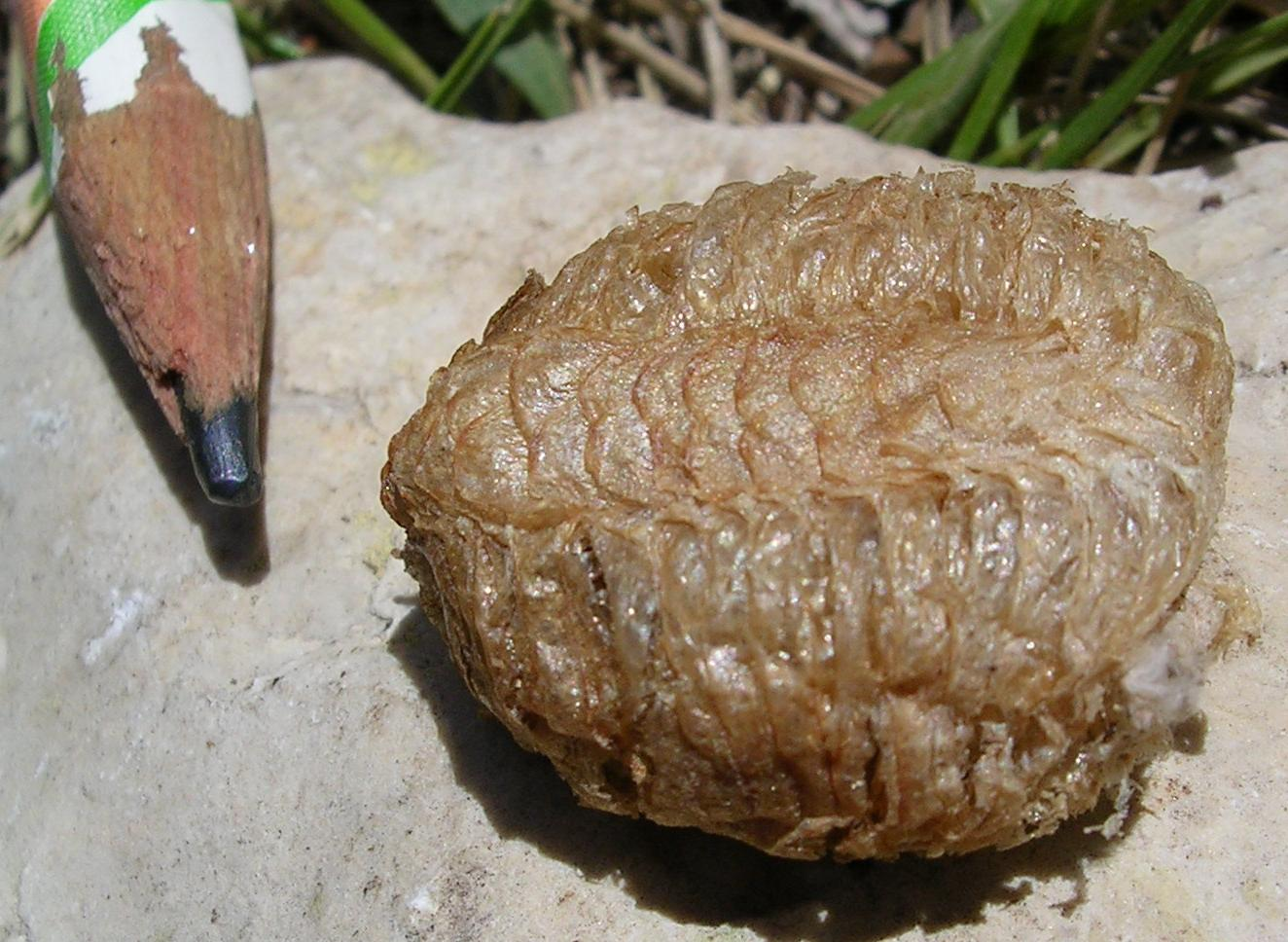
Oothek der
Europäischen Gottesanbeterin
(Mantis religiosa)

Als Oothek (Pl. Ootheken; altgr. ὠόν oon „Ei“ und gr. θήκη théke „Ort zur Aufbewahrung“) bezeichnet man das Eipaket, in dem Schaben (Blattodea) und Fangschrecken (Mantodea) ihre Eier ablegen. Manche Systematiker fassen beide Ordnungen deshalb in dem Taxon Oothecaria oder Oothecariformia zusammen (siehe dazu auch Systematik der Gladiatoren). Ootheken sind kompakte, feste und artspezifisch geformte Kokons, in denen die Eier untrennbar miteinander verklebt sind und die wie Gelege an einem Ort abgelegt werden.

## Funktion

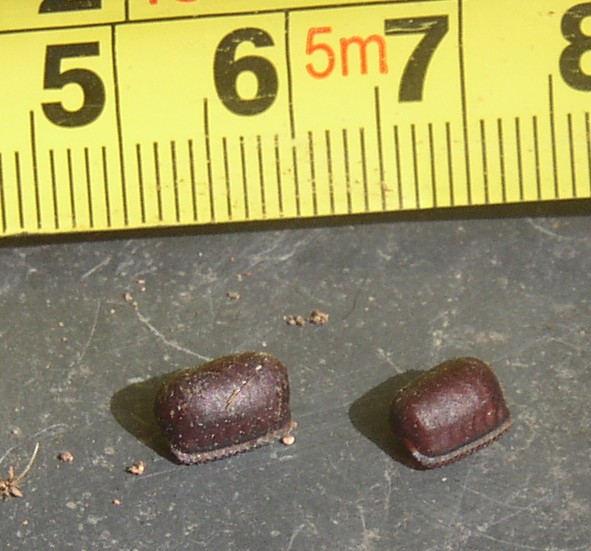
Zwei Ootheken der Amerikanischen Großschabe (Periplaneta americana)

Ootheken dienen dem Schutz der Eier vor mechanischen, aber auch chemischen und anderen Umwelteinflüssen, wie Fressfeinden und der Witterung. In feuchten Lebensräumen schützt eine glatte Oberfläche vor Durchnässung, in trockenen Regionen ist die Oberfläche porös. Die gekammerten Wände isolieren gegen Kälte und Wärme. Die Ootheken der Schaben sind besonders widerstandsfähig gegen Alkalien, Säuren und andere Chemikalien.

## Ootheken der Schaben
Bei vielen Schaben werden die Kokons entweder kurz nachdem die Oothek voll ausgehärtet ist oder einige Zeit später abgelegt. Bestimmte Arten verstecken die Ootheken, während andere sie einfach fallen lassen. Je nach Art werden 15 bis 40 Eier in ein Paket gelegt. So produziert das Weibchen der Gemeinen Küchenschabe (Blatta orientalis) etwa 12 Millimeter lange, dunkelbraune, glattwandige Eikapseln mit einer Naht, in welche sie jeweils 16 Eier legt, die sie knapp zwei Tage am Körper trägt. Einige Arten wie beispielsweise die Argentinische Schabe (Blaptica dubia), die Totenkopfschabe (Blaberus craniifer) und die Madagaskar-Fauchschabe (Gromphadorrhina portentosa) tragen diese über den gesamten Zeitraum bis zum Schlüpfen der Nymphen in einer speziell ausgebildeten Genitaltasche der Weibchen herum, was schon eine Form der Ovoviviparie ist.

## Ootheken der Fangschrecken

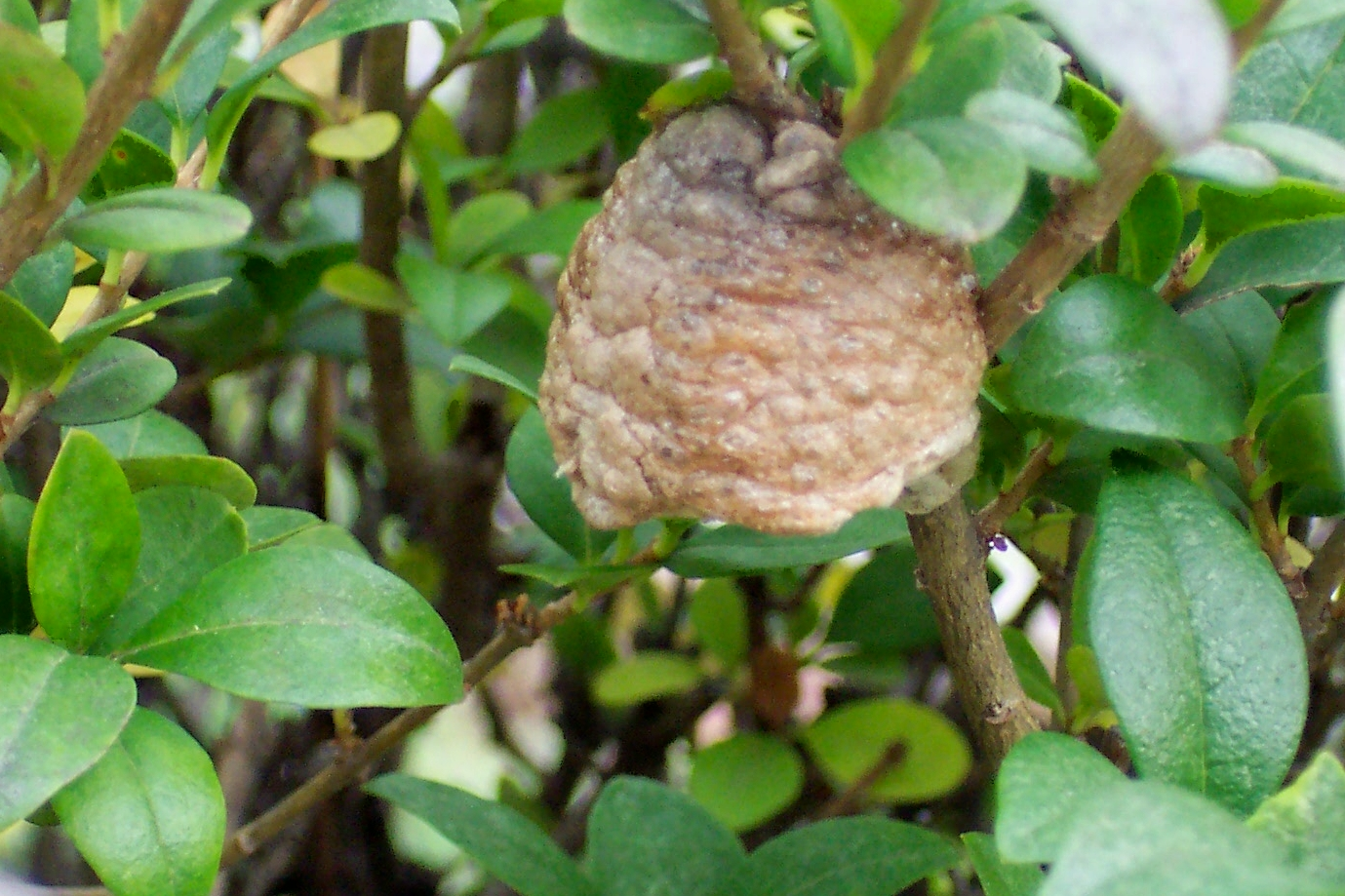
Oothek der Großen Chinesen-Mantis (Tenodera sinensis)

Im Gegensatz zu den freien Ootheken der Schaben kleben die Fangschrecken ihre rundlichen, länglichen, schildartigen, tropfenförmigen oder paketartigen Ootheken an unterschiedlichen Substraten fest. Dazu tragen sie zunächst ein eiweißhaltiges Sekret auf das Substrat auf. Unter spiralförmigen Bewegungen des Hinterleibs wird nun noch mehr dieses schaumigen Sekrets abgegeben, wobei nun die Eier nacheinander in selbiges so abgelegt werden, dass sie sich in einer bestimmten Anordnung zueinander befinden und jeweils ein Fach der Oothek belegen. Zum Abschluss wird das Sekret in einem mehr oder weniger langen Faden ausgezogen, bevor es zu einem schwammartigen, sehr festen Kokon erhärtet. Entlang der Oberfläche liegt der dünnwandigste Bereich, aus dem die Nymphen schlüpfen. Er ist meist als großporiger, naht- oder kammähnlicher Streifen zu erkennen. Die Anzahl der Eier in den Ootheken schwankt je nach Art und Kokongröße zwischen 15 und 400. Da die Weibchen je nach Art fünf bis weit über zwanzig Ootheken absetzen, können insgesamt leicht über 1000 Eier gelegt werden.

## Ootheken der Doppelfüßer
Auch verschiedene Spezies der Doppelfüßer (Diplopoda) sind in der Lage, die Eier eines Geleges mit verschiedenen Substraten zu ummanteln. Die entstehenden Gebilde werden ebenfalls Ootheken genannt. So legen die Schnurfüßer (Julida) und die Bandfüßer (Polydesmida) mehrere Dutzend bis mehrere Hundert Eier in kleinen Erdhöhlen ab, deren Wände durch ein Sekret gehärtet werden. Samenfüßer (Chordeumatidae) spinnen ihre Eier in ein Gespinst ein.